# Hundbränntjärnarna
Hundbränntjärnarna är en sjö i Falu kommun i Dalarna och ingår i Dalälvens huvudavrinningsområde.